# 奥田正司
奥田 正司（おくだ ただし、1932年1月17日 - 2011年9月14日）は、日本の経営者。第一勧業銀行頭取を務めた。

## 経歴・人物
京都府船井郡園部町(現在の南丹市)出身。1955年に京都大学法学部を卒業し、同年に日本勧業銀行に入社した。1985年に取締役に就任し、常務、副頭取を経て、1992年に第一勧業銀行頭取に就任した。1996年に会長に就任したが、翌年6月に総会屋への利益供与事件に関与したことにより、会長を辞任し、逮捕された。
2011年9月14日肺がんのため死去。79歳没。